# Dwaj starcy
Dwaj starcy (hiszp. Dos viejos lub Un viejo y un fraile) – obraz Francisca Goi.

## Okoliczności powstania
To dzieło należy do cyklu 14 czarnych obrazów – malowideł wykonanych przez Goyę na ścianach jego domu Quinta del Sordo w latach 1819–1823. Zostały one sfotografowane przez Jeana Laurenta, a następnie przeniesione na płótna w latach 1874-78 przez malarza Salvadora Martíneza Cubellsa. Obecnie znajdują się w zbiorach Muzeum Prado. Goya wykonał ten szczególny cykl obrazów na kilka lat przed śmiercią. Wyrażają one jego lęk przed starością i samotnością, są również satyrą rodzaju ludzkiego i państwa hiszpańskiego.

## Analiza
Obraz przedstawia dwóch mężczyzn, z których jeden ubrany jest w strój zakonnika. Starszy mężczyzna na pierwszym planie ma długą siwą brodę i podpiera się laską, może symbolizować starego Goyę. Postać znajdująca się za plecami starca jest karykaturalna, jej twarz przypomina zmarłego albo zwierzę. Wydaje się, że krzyczy coś do ucha starca, co może nawiązywać do głuchoty Goi.
Starca charakteryzuje spokój i godność, jego zamyślona twarz jest pogodna. Wspiera się laską, ale jednocześnie stoi wyprostowany, wydaje się silny. Jego postać i szaty przypominają pustelników i filozofów z dzieł Velázqueza (Ezop, Menip), które Goya kopiował. Druga postać kontrastuje ze starcem, jej zniekształcona twarz ma cechy potwora i przywołuje na myśl postaci z satyrycznych rycin Goi (cykle Kaprysy i Szaleństwa).
Tak jak w przypadku innych czarnych malowideł paleta barw jest bardzo ograniczona, dominuje czerń, ochra, brąz i odcienie szarości. To dzieło, podobnie jak cała seria, zawiera elementy właściwe dla XX-wiecznego ekspresjonizmu.